# Rebel Moon—第1部：火之女
《Rebel Moon—第1部：火之女》（英語：Rebel Moon: Part One – A Child of Fire）是一部2023年美國史詩太空歌劇電影，由查克·史奈德執導，史奈德、沙伊·哈頓和柯特·約翰斯塔德共同撰寫劇本。主演陣容包括蘇菲亞·波提拉、查理·杭南、雷·費雪、吉蒙·韓蘇、吉娜·瑪隆、寇瑞·史托爾、艾德·斯克林、克麗佩托·蔻曼、弗拉·菲、凱瑞·艾文斯和安東尼·霍普金斯。劇情講述位於銀河系邊緣的和平殖民地受到暴虐攝政王巴利薩留斯（Balisarius）的軍隊的威脅。絕望的平民派出一位有著神秘過去的年輕女子去尋找附近星球的戰士，幫助他們挑戰攝政王。
本片2023年12月15日在美國院線有限上映，2023年12月22日於Netflix上線。續集《Rebel Moon—第2部：烙印之人》2024年4月19日上線。

## 故事

### 設定
母星（Motherworld）是一個歷史悠久的帝國，資源耗竭後向外征服擴張，在星際中的統制範圍廣闊。然而，這一代的國王、王后及預言將帶來奇蹟的伊莎公主，都被一名親信所刺殺。邊陲的星球開始出現反抗勢力，母星的議員巴利薩留斯在此時奪取權力並自封攝政王，派出軍隊去尋找並消滅反叛軍。

### 劇情大綱
在碧草星（Veldt）上的一個農村，住著一群純樸的居民，其中女子柯拉是在兩個季節前，太空船墜毀而來到此地的神祕外人。一天，母星的戰艦君視號（King's Gaze）經過碧草星，領頭的艾提克斯·諾伯上將正在找尋藏匿的反叛軍，他當眾殺死了村長，強迫村民在十周後戰艦返回時交出大量穀物，不理會村民都將會餓死。柯拉早已知道母星的行徑，打算逕行逃離，但看到留在碧草星的軍人正要強暴婦女時，她選擇出面戰鬥，殺死了意圖不軌的軍人。
回憶片段顯示，柯拉出身於戰火，被巴利薩留斯收為養女並訓練後，曾當上母星的高階軍官和伊莎公主的專屬侍衛，但後來因故淪落至此。為了保全碧草星，柯拉出發找尋反叛軍戰士，一同對抗母星，曾將穀物賣給反叛軍的農夫岡納與她同行。兩人先後結交了投機客凱伊、孔武有力的塔拉克、劍客奈美西絲和泰圖斯將軍。他們也找到反叛軍之首領布拉戴克斯姊弟，弟弟達理安將與他們一同戰鬥。但在此同時，諾伯上將已找到並殺死反叛軍的幫助者列維提卡王。
回碧草星之前，凱伊請求柯拉等人與他一起去送一趟貨，但結果是他安排的陷阱。諾伯上將帶兵襲擊柯拉等人，將他們全數逮捕，並揭露柯拉是這群人當中最有價值的要犯「艾瑟萊絲」。情勢危急時，不被重視的岡納奮力抵抗並殺死了凱伊，讓柯拉有機可乘，眾人奪得武器並展開反擊，達理安犧牲性命解決掉母星的砲手。柯拉與諾伯上將單挑，最後諾伯上將身受重傷並從高處墜落。
最後眾人回到碧草星，準備迎接與母星的戰鬥，曾擔任國王護衛的軍事機器人吉米在田裡看著。另一方面，諾伯上將被救起，巴利薩留斯警告他唯有柯拉必須活捉。在電擊喚醒之下，諾伯上將重獲新生。

## 演員
- 蘇菲亞·波提拉飾演柯拉 / 艾瑟萊絲（ / ）
- 吉蒙·韓蘇飾演泰圖斯（Titus）：前母星將軍，曾帶領部下反抗母星。
- 艾德·斯克林飾演艾提克斯·諾伯上將（Admiral Atticus Nobel）
- 麥可·俞斯曼飾演岡納（Gunnar）：村裡的農夫，看重利益。
- 裴斗娜飾演（Nemesis）：優秀的劍客，武器是雙刀。
- 雷·費雪飾演·布拉戴克斯（Darrian Bloodaxe）
- 查理·杭南飾演凱伊（Kai）
- 安東尼·霍普金斯飾演吉米（Jimmy，配音），編號是JC-1435。
  - 達斯汀·塞塔默（Dustin Ceithamer）飾演吉米的替身
- 史塔茲·奈爾（英语：Staz Nair）飾演塔拉克·迪西莫斯（Tarak Decimus）
- 弗拉·菲（英语：Fra Fee）飾演攝政王巴利薩留斯（Regent Balisarius）
- 克麗佩托·蔻曼（英语：Cleopatra Coleman）飾演·（Devra Bloodaxe）
- 史都華·馬汀飾演丹恩（Den）：村裡最優秀的獵人，想與柯拉交往。
- Ingvar Sigurðsson（英语：Ingvar Eggert Sigurðsson）飾演哈根（Hagen）
- 阿方索·埃雷拉（英语：Alfonso Herrera）飾演卡修斯（Cassius）
- 卡利·艾域士飾演國王（The King），死後被稱作「遇弒先王」（the slain King）。
- 瑞恩·里斯（Rhain Rees）飾演王后（The Queen）
- E·達菲（E. Duffy）飾演
- 吉娜·瑪隆飾演哈瑪達（Harmada）
- Sky Yang飾演艾瑞斯（Aris）：母星來的士兵。
- Charlotte Maggi（英语：Charlotte Maggi）飾演：村裡的少女，被母星來的士兵看上。
- 寇瑞·斯托尔飾演辛德里（Sindri）：村長。
- Stella Grace Fitzgerald飾演伊莎公主（Princess Issa）
- Greg Kriek飾演馬可士（Marcus）：母星來的士兵。
- Tony Amendola（英语：Tony Amendola）飾演

此外，史都華·馬汀、凱瑞·艾文斯、瑞恩·里斯和雷·波特錄製了劇本的錄音，以便史奈德能直接聽見語言風格的節奏，並重播錄音檔，利用演員的直覺來引導他的執導方向。四人也在片中演出。

## 製作

### 發展
該片的靈感來自黑澤明和《星際大戰》，也曾是查克·史奈德向盧卡斯影業提案的《星際大戰》電影構想。在華特迪士尼公司收購盧卡斯影業後，該企劃由製片人艾瑞克·紐曼和史奈德重新開發。

### 選角
2021年11月，宣佈蘇菲亞·波提拉加入演員陣容。2022年2月，宣佈查理·杭南、雷·費雪、吉蒙·韓蘇、裴斗娜、吉娜·瑪隆和史塔茲·奈爾加入演員陣容。同月，史都華·馬汀和魯伯特·佛列德加入演員陣容。2022年4月，凱瑞·艾文斯、寇瑞·斯托尔、麥可·俞斯曼和阿方索·埃雷拉簽約參演。2022年5月，艾德·斯克林替代因拍攝行程衝突而退演的佛列德，而克利歐佩特拉·科爾曼、弗拉·菲和瑞恩·里斯（Rhain Rees）加入演員陣容。2022年6月8日，安東尼·霍普金斯參演，飾演戰鬥機器人吉米（Jimmy）。

### 拍攝
主體拍攝於2022年4月19日開始進行，拍攝預計持續至同年11月，最後在12月2日結束。本片定於加利福尼亞州進行117天的拍攝，在該州的「經認可支出」為8300萬美元，獲得1850萬美元的稅收抵免。

## 發行
《Rebel Moon—第1部：火之女》2023年12月15日在美國院線有限上映，2023年12月22日在Netflix上線。

## 續集
史奈德表示「我希望這也能成為一個龐大的IP和一個可以構建的宇宙」。2022年2月，據透露《Rebel Moon》將分成兩部電影，並以背靠背形式進行拍攝。2023年8月，Netflix正式公佈下集名為《反叛之月 第2部：烙印之人》，並預定2024年4月19日上線。

## 外部連結
- 互联网电影数据库（IMDb）上《Rebel Moon—第1部：火之女》的资料（英文）
- 在Netflix上觀看《Rebel Moon—第1部：火之女》